# Schwachstellenanalyse
Unter Schwachstellenanalyse versteht man in Organisationen (Unternehmen, öffentliche Verwaltung) die Untersuchung eines Prozesses und/oder Verfahrensablaufs zwecks Ermittlung von Schwachstellen und Mängeln.
Die Aufbau- und Ablauforganisation kann durch die verschiedensten internen und externen Umweltzustände vom ursprünglich vorhandenen Idealzustand abweichen und dabei Schwachstellen entstehen lassen. Die Schwachstellenanalyse verfolgt deshalb im Rahmen der Arbeitssystemoptimierung das Ziel, vorhandene Schwachstellen zu entdecken und zu beseitigen. Die Entdeckung von Schwachstellen ist Aufgabe der Organisationsabteilung oder der Revision, aber auch andere Mitarbeiter können im Rahmen des betrieblichen Vorschlagswesens von ihnen erkannte Mängel melden. Die Schwachstellenanalyse ist ein permanenter Prozess, weil wegen der Dynamik in Organisationen jederzeit wieder neue Schwachstellen auftreten können. Schwachstellenanalysen für Büroarbeiten zeigen, dass die arbeitsteiligen Prinzipien als Ursache für die geringe Produktivität der Büroarbeit anzusehen sind. Ähnliche Resultate ergeben sich bei Analysen der Wirtschaftlichkeit des Einsatzes von Informationstechnologie im Verwaltungsbereich.

## Ablauf
Sie beginnt zunächst mit einer IST-Analyse, in der aufgedeckte Schwachstellen dargestellt werden. In einem zweiten Schritt wird die Ist-Analyse einem optimierten Soll-Zustand gegenübergestellt, dem Ziel der Schwachstellenanalyse. Ein dritter Schritt befasst sich mit der Risikobewertung einzelner Schwachstellen und Risikoträger, wobei nur jene Schwachstellen übrig bleiben, die eine potenzielle Bedrohung durch Verluste oder Schäden darstellen. Diese gilt es, in einer weiteren Phase zu beseitigen.  
Die Optimierungsschritte können grundsätzlich in verfahrenstechnische (zusätzliche oder veränderte Mechanisierung von Verfahrensabläufen) und organisatorische Möglichkeiten (veränderte Arbeitsplanung und/oder -ausführung) unterschieden werden.  

## Analysemethoden
Als  Analysemethoden stehen ihr strukturierte Analyse, SWOT-Analyse, Failure Mode and Effects Analysis oder das Ishikawa-Diagramm zur Verfügung. Sie greift außerdem auf die Erkenntnisse der Theory of Constraints zurück.